# 르노코리아
르노코리아는 대한민국의 외국계 자동차 제조사다. 르노는 프랑스 기업이며 대한민국 시장에서 인지도가 낮았던 르노는 삼성자동차를 인수했을 때 삼성에 로열티를 지불하는 조건으로 삼성의 이름을 빌려서 르노삼성자동차 브랜드를 설립한다. 이후 대한민국 시장에서 르노의 인지도가 높아졌고, 삼성이 지분을 매각하면서 르노삼성자동차 브랜드는 폐지되었다. 대한민국 시장에 진출하려는 지리 자동차는 르노코리아자동차의 지분 34%를 인수하며 1대 주주 르노에 이어 2대 주주가 된다. 지리 자동차는 르노코리아자동차 브랜드를 통해 대한민국 시장에 진출한다.르노코리아의 주식 지분은 1대 르노(프랑스)52.82%, 2대 지리자동차(중국)34.02%, 3대 삼성카드(한국)13,13%이 모인 다국적 기업이다. 2024년 4월 3일부터 "르노코리아"로 사명을 변경했다.

## 역사
삼성그룹이 자동차 사업에 진출하면서 1995년 삼성자동차가 설립되었다. 삼성자동차는 일본 닛산과 기술제휴를 맺고, 닛산의 자동차 공장 설비 및 자동차 부품을 수입, 조립하여 1998년부터 SM5를 판매하기 시작하였다. 그러나 IMF 사태의 여파 등으로 실적이 악화되어, 삼성자동차는 1999년 법정관리를 신청하기에 이르게 된다. 이후 삼성자동차의 자산은 프랑스 르노의 계열사인 르노그룹 BV와 삼성카드가 주축이 되어 설립된 르노삼성자동차(주)가 인수하여 자동차 제조 및 판매를 이어가고 있다. 삼성카드가 지분의 19.9 %를 보유하며, 삼성 브랜드를 사용하는 대가로 영업이익이 발생할 경우 매출의 0.8 %를 로열티로 받고 있다.
한편 1996년에는 삼성중공업 상용차사업부가 분리되어 삼성상용차(주)가 설립되었다. 삼성상용차는 삼성중공업 시절부터 닛산 디젤 빅섬 기반의 대형 트럭을 생산해 왔으며, 1998년에는 대구광역시 달서구의 성서산업단지에 신설한 공장에서 소형 트럭인 야무진을 생산하였다. 2001년에는 삼성상용차가 파산하였다.

### 연혁

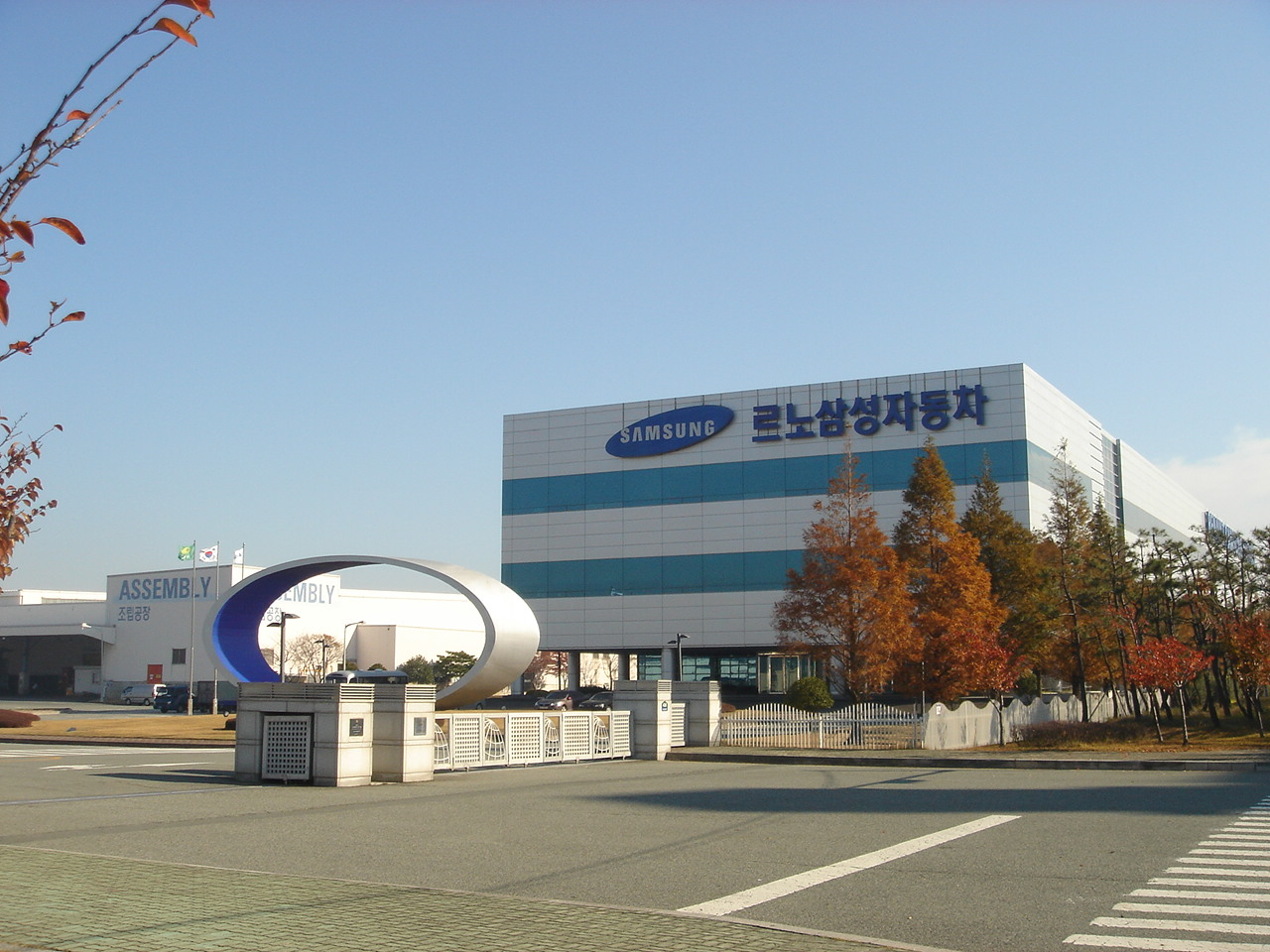
르노코리아자동차 부산공장

- 1987년 12월 : 이건희 삼성그룹 회장이 비서실에 승용차 사업 진출 방안 수립을 지시
- 1994년 4월 28일 : 일본 도쿄 주오구 긴자에 있는 닛산 본사에서 기술제휴 계약서에 서명
- 1994년 12월 2일 : 상공자원부 장관 김철수, 삼성자동차 허용 방침 발표
- 1994년 12월 5일 : 삼성그룹, 닛산 자동차와의 기술도입 계획 상공부에 제출.
- 1995년 3월 28일 : 삼성자동차(주) 설립
- 1996년 8월 22일 : 삼성상용차(주) 설립
- 1998년 3월 : 삼성자동차, 중형 세단 SM5 판매 개시
- 1998년 12월 : 대우그룹의 대우전자와 삼성그룹의 구 삼성자동차 빅 딜 협의, 추후에 실패
- 1999년 6월 30일 : 누적 적자로 삼성자동차 법정관리 신청
- 2000년 7월 14일: 르노그룹BV와 삼성카드가 합작하여 르노삼성자동차(주) 설립
- 2000년 9월 1일 : 프랑스의 자동차 회사 르노가 삼성자동차 승용차부문 인수
- 2000년 12월 12일 : 삼성상용차가 파산[5], 야무진, SM510, SM530이 후속 없이 단종
- 2001년 5월 : 누계 생산 10만 대 돌파
- 2002년 9월 : 준중형 세단 SM3 판매 개시
- 2004년 12월 : 준대형 세단 SM7 판매 개시
- 2007년 12월 : 중형 SUV QM5 판매 개시
- 2013년 12월 : 소형 SUV QM3 판매 개시
- 2014년 9월 4일 : 뉴 SM7 노바 1호차 서병수 당시 부산광역시장에게 의전차로 전달
- 2014년 9월 26일 : 닛산 중형 SUV 닛산 로그 생산 및 미국, 캐나다 등 북미 지역 수출 개시
- 2016년 3월 1일 : 중형 세단 SM6 판매 개시
- 2016년 9월 2일 : 중형 SUV QM6 판매 개시
- 2016년 12월 : QM5 단종
- 2018년 5월 : 소형 해치백 클리오 출시
- 2018년 10월 : 경상용차 마스터 출시
- 2019년 7월 : SM5 단종
- 2019년 12월 : QM3 단종
- 2019년 12월 : 클리오 단종
- 2020년 1월 : SM3 단종
- 2020년 1월 : SM7 단종
- 2020년 3월 4일 : XM3 출시
- 2022년 3월 16일 : 삼성이 지분을 처분하면서 "르노삼성자동차" 폐지. 그리고 "르노코리아자동차"로 회사명 변경과 동시에 중국 지리자동차가 지분 일부를 인수
- 2022년 11월 : XM3 하이브리드 출시
- 2024년 4월 2일 : XM3가 아르카나로 개명
- 2024년 4월 3일 : 르노코리아로 사명 변경
- 2024년 6월 : 마스터 수입 중단
- 2025년 3월 13일 : SM6 단종

## 기업 슬로건

### 삼성자동차
- 삼성이 만들면 다릅니다

### 르노삼성자동차
- Discover the Difference
- 새로운 10년, 세계로의 비상

### 르노코리아자동차
- inventive & passionate

## 같이 보기
관련 항목
- 르노
- 삼성그룹
- 닛산 자동차

경쟁 자동차 업체
- 현대자동차
- 기아
- 한국GM
- KG모빌리티

지분 관련사
- 삼성카드
- 저장지리홀딩그룹